# Plattsburgh Republican
Le Plattsburgh Republican est un journal local publié à Plattsburgh (Comté de Clinton) dans l'État de New York. Il a succédé au Republican, publié entre 1811 et 1813, et a précédé le Plattsburgh Daily Republican (1916-1942).

## Sources